# Mariana Gómez (balonmanista)
Mariana Gómez (11 de julio de 1990) es una balonmanista uruguaya. Formó parte de la Selección femenina de balonmano de Uruguay y participó en el Campeonato Mundial de Balonmano Femenino de 2011 celebrado en Brasil.